# Twoloud
Twoloud ist der Name eines deutschen DJ-Duos, das aus den Mitgliedern Manuel Reuter (alias Manian) und Dennis Nicholls (alias D-Style) besteht. Während D-Style nur bei den Live-Auftritten mit Manian als DJ tätig ist, steht der deutsche Songwriter und Produzent Alex Castle Reuther bei den Produktionen zur Seite. Das Duo wurde 2013 gegründet und ist seitdem überwiegend in den Musikgenres des Progressive House, Big-Room sowie seit 2015 auch im Future House aktiv. Aufgrund von Songwriting- und Produktionsbeiträgen wird häufig davon ausgegangen, dass Alex Castle ebenfalls Mitglied der Gruppe sei. Twoloud selber hat sich bisher allerdings nicht dazu geäußert, wer dem Projekt angehört. Sie machten durch die lange Unklarheit, wer sich hinter dem Duo verbirgt, auf sich aufmerksam. Ihren musikalischen Durchbruch feierte das Duo sowohl mit ihrer Debütsingle Big Bang, als auch mit ihren ersten Remixen. Darüber hinaus machte sie die Unterstützung durch andere DJs wie Tiësto und Hardwell sowie Plattformen wie YouTube und Spotify bekannt.

## Geschichte

### 2013: Anfänge, erste Plattenverträge und Kollaborationen
Das Projekt „Twoloud“ wurde im Sommer 2013 von den DJs Manuel Reuter und Dennis Nicholls gegründet. Beide sind auch Mitglieder des Projektes Spencer & Hill. Im Oktober 2013 veröffentlichten sie ihre erste Single Big Bang, die mit einem Progressive-House- und einem Big-Room Drop sowie Zügen der Trance-Musik eine Variation verschiedener Genres ist. Die Verwendung des Songs auf unterschiedlichen Kompilationen wie „Future Trance“ oder „Nature One“ und ein Remix des niederländischen DJ-Duos Bass Modulators im Hardstyle steigerte die Popularität des Liedes. Nach großem Erfolg des Tracks auf Musikplattformen wie Beatport oder Spotify unterschrieb Twoloud einen Vertrag mit dem niederländischen Erfolgs-Plattenlabel Spinnin’ Records.
Durch den Vertrag mit Spinnin’ Records folgten mehrere Kollaborationen mit dem niederländischen DJ Tiësto, aus denen unter anderem ein Remake seines Instrumentalstücks Traffic entstand. Es erschien am 16. Dezember 2013 als Single. Es erhielt überwiegend positive Kritik. Bemängelt wurde jedoch, dass der Drop sich zu sehr in die Musikrichtung Trance einordnen lässt, da durch den Vorgänger Big Bang mit einem Lied im Big-Room-Stil gerechnet wurde. Neben Traffic erschienen in Zusammenarbeit mit Tiësto Remixe zu den Liedern The Spark von Afrojack mit Spree Wilson, Hardwell und Matthew Komas Dare You und Tiëstos eigenem Lied Red Lights.
Nach Remix-Aufträgen für unter anderem Nervo, Dash Berlin und Plastik Funk veröffentlichten sie am 17. Februar 2014 Track One, dessen Drop auf dem Genre Electro-House basiert. Kurz darauf erschien das Lied Rockin, das das Duo über Spinnin' Records mit dem niederländischen DJ Julian Jordan aufnahm. Es enthält sowohl Progressive-, als auch Electro-Elemente. Einen Monat später erschien Drop It Like This, eine Kollaboration mit Tiësto, die parallel zu den Arbeiten an einem Remix zu Tiëstos Lied Wasted stattfand. Der Stil des Tracks ist eine Mischung aus Funk und Garage-House.
Gemeinsam mit dem spanischen DJ Danny Avila veröffentlichten sie im April 2014 den Melbourne-Bounce-Song Rock the Place. Der Track erschien über Tiëstos eigenes Plattenlabel „Musical Freedom“. Gerüchten zufolge soll hierbei auch der niederländische „Ghost Producer“ Maarten Vorwerk mit produziert haben. Im Anschluss an die Single-Veröffentlichung startete das Duo ihre erste World-Tour, weshalb bis zum Sommer 2014 keine Veröffentlichungen geplant waren. Nur wenige Tage nach Rock the Place erschien der Track Greatest DJ, das eine Coverversion des gleichnamigen Liedes von Lexy & K-Paul aus dem Jahre 1999 ist. Hierbei versuchten sich Twoloud an einem Electro-House Drop. Das Lied erschien über Armin van Buurens Plattenlabel Armada Music, wobei die Veröffentlichung ausschließlich auf der Musikplattform „Beatport“ stattfand.

### Sommer 2014: Ausschlaggebender Erfolg mit unter anderemI'm Alive
Am 23. Juni 2014 veröffentlichten Twoloud einen ihrer bisher größten Erfolg I'm Alive, welches sie gemeinsam mit Tiësto und Alex Castle schrieben. Das Lied erschien über die Plattenlabel Spinnin' Records, Kontor Records und Smash the House des belgischen DJ-Duos Dimitri Vegas & Like Mike. Das offizielle Musikvideo wurde bis heute mehrere Millionen Mal aufgerufen und verpasste nur knapp eine Platzierung in den deutschen Single-Charts. Des Weiteren erschien der Track auf zahlreichen Samplern wie Kontor-Festival Sounds oder NRJ-Mastermix. Parallel zu ihrer eigenen Veröffentlichung erschienen weitere Remixe unter anderem zu den Tracks Ten Feet Tall von Afrojack, A Light that Never Comes von Steve Aoki und Linkin Park, #Selfie von den Chainsmokers, den sie gemeinsam mit Steve Aoki produzierten, sowie ein gemeinsamer Mix mit Tiësto zu You vom Galantis. Allesamt wurden sie im Big-Room Stil gemixt.
Nach dem Erfolg von I'm Alive veröffentlichte das Duo den Song Twisted als Single. Das Lied ist eine Neuauflage des gleichnamigen Tracks des DJ Duos Johan Gielen & Sven Maes aus dem Jahre 2001. Es ist ähnlich wie die Lieder Big Bang und Traffic auf dem Trance-Stil des Originals mit einem Big-Room-Drop im zweiten Teil des Liedes gemischt. Der Song ist die erste Veröffentlichung über Doorn-Records, dem Plattenlabel des niederländischen DJs Sander van Doorn. Am 4. Juli 2014 erschien auch nach dem wenige Monate vorher veröffentlichten Stück Track One der Nachfolger Track Two, der aufgrund des Erreichens von 200.000 Likes auf ihrer Facebook-Seite als kostenloser Download zur Verfügung gestellt wurde. Zur Veröffentlichung des Songs gaben sie bekannt, dass sie pro weitere 100.000 Likes auf ihrem Facebook-Profil einen weiteren Free-Track veröffentlichen werden. Nur einen Monat später erschien Track Three für das Erreichen von 300.000 Fans.
Zwei weitere Lieder veröffentlichte das Duo im September 2014. Mit ihrer ersten Veröffentlichung We Are the Ones machten sie einen weiteren großen Schritt ihrer Karriere. Das Lied ist eine Kollaboration mit dem Sänger Christian Burns und die erste Vocal-House sowie auch die erste High-Energy Produktion des Projekts. Der Song überraschte die Fans des Duos sehr, jedoch dies fast ausschließlich positiv. Mit der darauf folgenden Single Goin' Down, die in Zusammenarbeit mit dem ebenfalls deutschen DJ und Produzenten Deniz Koyu entstand, präsentierten sie eine weitere neue Seite ihres Stils. Promoted wurde das Lied unter anderem vom niederländischen DJ Nicky Romero in seinem wöchentlichen Podcast „Protocol Radio“.

### Winter 2014 bis heute: großer Erfolg als Remixer
Am 27. Oktober 2014 veröffentlichten sie ihre nächste Single Get Down, die sie in Zusammenarbeit mit dem US-amerikanischen Rapper Will Brennan aufnahmen. Das Lied basiert auf einem Melbourne Bounce-Stil, weshalb das Duo jedoch in die Kritik geriet, da sich der Stil nicht sonderlich von der Masse abhebt. Mit Remixen zu den Liedern Bad von David Guetta und Showtek sowie Summer des britischen DJs Calvin Harris erhielt das Duo wieder zahlreiche positive Rückmeldungen. In seiner Hardwell-On-Air-Folge „Yearmix 2014 Part 1“ stellte Hardwell den Twoloud Remix zu seinem und Tiëstos Song Zero 76 aus dem Jahre 2011 vor. Der Big-Room-Mix wurde innerhalb weniger Wochen mehrere Hunderttausend Male aufgerufen und als bester Übergang in das Jahr 2015 beschrieben. Das Remake wurde als kostenloser Download auf den Webseiten der Musiker veröffentlicht. Es folgte ein weiterer Remix gemeinsam mit Tiësto. Dieser erfolgte zu dem Lied Don't Leave des US-amerikanischen DJ Seven Lions in Zusammenarbeit mit der britischen Sängerin Ellie Goulding.
Ins Jahr 2015 startete Twoloud mit der Gründung ihres eigenen Labels „Playbox Music“. Erstes Release bildete ihre Single The Biz, die den Big-Room-Stil des Duos verkörpert. Der Track erhielt zwar keinen Support anderer DJ-Größen, wurde hingegen auf unterschiedlichen Samplern vorgestellt. Eine Woche Später folgte die Veröffentlichung eines Remakes des Trance-Klassikers Outside World des deutschen DJ-Duos Sunbeam aus dem Jahr 1999. Das Remake enthält ähnliche wie frühere Twoloud-Remakes bekannter 1990er-Hits, starken Einfluss von Progressive- und Trance-Musik. Am 9. Februar 2015 folgte die Veröffentlichung des Instrumentalstücks The Drums über „Doorn Records“. Das Lied entstand in Zusammenarbeit mit Sonic One und macht insbesondere durch den Drop, der auf Tribal Drums basiert, aufmerksam.
Mitte Februar 2015 wurde in Episode 244 des Podcasts „Mainstage Music“ des niederländischen DJ-Duos W&W ein weiterer Song des Projektes vorgestellt. Der Track trägt den Titel Right Now und basiert sowohl auf klassischen Dance-Elementen, als auch einem Electro-House Drop. Das Lied wurde am 2. März 2015, nur eine Woche nach dem Release eines Electro-House-Remixes zum Track Pressure des DJ-Duos Dirty Rush & Gregor Es, als Single veröffentlicht. Parallel spielte das italienische DJ-Duo Vinai das Lied Feel Alive, welches Manian und D-Style zusammen mit der Musikerin Emma Hewitt aufnahmen in einem ihrer wöchentlichen Podcasts. Der Song wurde stark mit Merkmalen der Trance-Musik geprägt. Ein Veröffentlichungstermin wurde noch nicht bekannt gegeben. Am 16. März 2015 folgte die Single Color Pop in Zusammenarbeit mit dem schwedischen Newcomer Kaaze. Der Track bildet ihre erste Veröffentlichung im Bereich des derzeit sehr beliebten Future-House.
Ende März 2015 erschienen im Internet erste Previews eines Remixes zum Lied Onyx von Lars Pager und Derek Hake. Der Mix ist stark Progressive-House-lastig und erhielt bereits im Vorfeld sehr positive Kritik. Zum Verkauf wurde dieser am 6. April 2015. Bereits wenige Wochen zuvor, am 21. März 2015 feierte ein gemeinsamer Remix mit Tiësto auf BBC Radio Premiere. Dieser erfolgte für den Folk-Song Home des niederländischen Sängers Dotan. Nach nur kurzer Zeit verbreitete sich die Vollversion im Internet, jedoch ist kein Releasedate bekannt. Parallel wurde für den 20. April 2015 die Veröffentlichung ihrer Single Move angekündigt. Jedoch beinhaltete das Release lediglich eine Remixversion des niederländischen DJ-Duos Showtek. Einzuordnen ist die Single stark in das Genre Electro-House, wobei es ebenfalls Elemente des Dancehall und Reggae aufweist.
Am 22. Mai 2015 veröffentlichten Twoloud über „Kontor Records“ und „Playbox“ das Lied Higher Off the Ground. Im Gegensatz zu ihren bisher eher Electro-House-lastigen Liedern, wurde dieser Track im zu derzeit sehr populären Future-House produziert. Bereits eine Woche vor Veröffentlichung wurde das Lied auf iTunes zum Download bereitgestellt und konnte bis in die deutschen iTunes-Charts vorrücken. Mit den folgenden Singles Perfection, die sie mit Qulinez aufnahmen, Hope mit Bounce Inc. sowie Maji, zusammen mit Kaaze präsentierten sie wieder ihren ursprünglichen Big-Room-Stil. Der Track One More, der mit Konih produziert wurde, spiegelt ein weiteres Mal puren Future-House wider. Im Oktober 2015 veröffentlichten Twoloud über „Playbox“ ihre erste EP mit dem Titel Music Madders auf der fünf neue Produktionen zu hören waren. Allesamt erschienen nicht als Single.

### Musikstil
Der Stil von Twoloud ist weitläufig. Sie produzieren als eines der wenigen deutschen Projekte in allen Bereichen der House-Musik. Das Duo wird stark durch den Sound der niederländischen Synths beeinflusst und orientiert sich an dem Stil verschiedener, dorther stammender Projekte. Der Lead-Sound des Liedes Greatest DJ beispielsweise wird stark mit denen des DJ-Duos Showtek verglichen. Ähnlich erging es den Liedern Drop It Like This, welches Tujamos Einfluss haben soll sowie I’m Alive den Liedern des Duos Dvbbs ähneln soll. Jedoch erklärten Kritiker, dass alle Songs von Twoloud gewisse Grundzüge haben, die den Stil einzigartig machen. insbesondere die Remakes einiger 1990er Tracks, weisen ihren Stil auf. So enthalten sie das Schema das Originals beziehungsweise dessen Trance-Elemente, aber werden mit Modernen EDM-Elementen ausgestattet. Alles in Einem lässt sich das DJ-Duo in die Genres Big-Room und Progressive House einordnen.

### Mitglieder
Lange Zeit blieben die Mitglieder unerkannt. Auf ihren Live-Auftritten erschienen sie in Ninja-Kostümen und auch auf ihren Single-Covern waren sie nie zu erkennen. Lange Zeit wurde Twoloud für ein gemeinsames Projekt der niederländischen DJs Hardwell und Tiësto gehalten. Ebenfalls machten sich unbekannte Künstler dies zum Vorteil und gaben Bekannt sie wären Twoloud. Mitte 2014 kam jedoch offiziell heraus, dass es sich bei Twoloud um ein deutsches Projekt der beiden DJs Manian und D-Style handelt. Gründe dafür waren Bilder, auf denen das Duo halb zu sehen war, sowie die Credits ihrer Lieder. Die Gerüchte um die Variante Hardwell-Tiësto hörten jedoch nicht auf. Unklar ist ebenfalls ob Alex Castle: (* 1982 in Bonn, bürgerlich Alexander Thomas) Mitglied des Projektes ist. Er wird zwar auf der Mehrheit ihrer Songs als Autor genannt, war aber auf keinem, ihrer Auftritte dabei.
- Manian:  (* 7. Juli 1978, bürgerlich Manuel Reuter[7]) ist ein deutscher Musikproduzent, DJ und Label-Besitzer. Bekannt ist er insbesondere als Mitglied der Projekte R.I.O., Cascada und Spencer & Hill. Er begann in den Genres Trance und Hand-Up, bis er 2012 endgültig zur House-Musik wechselte. Seit mehreren Jahren arbeitet er mit DJ-Größen wie Hardwell, Tiesto oder David Guetta.

- D-Style: (bürgerlich Dennis Nicholls) ist ein deutscher Musikproduzent und DJ. Auch bekannt unter dem Pseudonym Verano ist er als Remixer und Produzent aktiv. Im Jahr 2006 stieg er in das Projekt Spencer & Hill ein, wodurch die Arbeit mit Manian verstärkt wurde. Auch er begann als Hands-Up Produzent und wechselte 2012 zur House-Musik.

### World Tour(Auswahl)
Ihre erste World-Tour starteten Twoloud am 4. April 2014 im „Zouk-Club“ in Kuala Lumpur, Malaysia. Daraufhin folgten Auftritte in Asien:
- Zouk, Malaysia
- Octagon, Süd-Korea
- Mirror, Bali

Ebenfalls tourten sie durch ganz Europa, wo sie gesamte Konzerte sowie auch Auftritte auf Festivals gaben:
- Airbeat One, Deutschland
- Electric Love, Österreich
- Lief Festival, Niederlande
- Tomorrowland, Belgien
- Street Parade, Schweiz
- Atletico Live, Italien

Auch in Nordamerika fanden Auftritte in bekannten Night-Clubs statt:
- LIV Miami, Miami Beach
- Ruby Skye, San Francisco
- Webster Hall, New York
- Harbour, Kanada
- Exchange, Los Angeles

## Diskografie

### EPs
| Jahr | Titel               | Anmerkungen                           |
| ---- | ------------------- | ------------------------------------- |
| 2015 | Music Madders Pt. 1 | Erstveröffentlichung: 2. Oktober 2015 |

### Singles
| Jahr | Titel                    | Anmerkungen                                                                          |
| ---- | ------------------------ | ------------------------------------------------------------------------------------ |
| 2013 | Big Bang                 | Erstveröffentlichung: 7. Oktober 2013                                                |
| 2013 | Traffic                  | Erstveröffentlichung: 16. Dezember 2013 (vs. Tiësto)                                 |
| 2014 | Track One                | Erstveröffentlichung: 17. Februar 2014 (kostenloser Download)                        |
| 2014 | Rockin                   | Erstveröffentlichung: 28. Februar 2014 (vs. Julian Jordan)                           |
| 2014 | Drop It Like This        | Erstveröffentlichung: 31. März 2014 (mit TST)                                        |
| 2014 | Rock the Place           | Erstveröffentlichung: 25. April 2014 (vs. Danny Avila)                               |
| 2014 | Greatest DJ              | Erstveröffentlichung: 28. April 2014                                                 |
| 2014 | I’m Alive                | Erstveröffentlichung: 23. Juni 2014                                                  |
| 2014 | Twisted                  | Erstveröffentlichung: 14. Juli 2014 (Cover des gleichnamigen Songs von Johan Gielen) |
| 2014 | Track Two                | Erstveröffentlichung: 4. Juli 2014 (kostenloser Download)                            |
| 2014 | Track Three              | Erstveröffentlichung: 11. August 2014 (kostenloser Download)                         |
| 2014 | We Are the Ones          | Erstveröffentlichung: 15. September 2014 (feat. Christian Burns)                     |
| 2014 | Goin' Down               | Erstveröffentlichung: 3. Oktober 2014 (vs. Deniz Koyu)                               |
| 2014 | Get Down                 | Erstveröffentlichung: 27. Oktober 2014 (feat. Will Brennan)                          |
| 2015 | The Biz                  | Erstveröffentlichung: 5. Januar 2015                                                 |
| 2015 | Outside World            | Erstveröffentlichung: 19. Januar 2015 (Cover des gleichnamigen Songs von Sunbeam)    |
| 2015 | The Drums                | Erstveröffentlichung: 9. Februar 2015 (vs. Sonic One)                                |
| 2015 | Right Now                | Erstveröffentlichung: 2. März 2015                                                   |
| 2015 | Color Pop                | Erstveröffentlichung: 16. März 2015 (mit Kaaze)                                      |
| 2015 | Move                     | Erstveröffentlichung: 20. April 2015 (Remix by Showtek)                              |
| 2015 | Higher Off the Ground    | Erstveröffentlichung: 22. Mai 2015                                                   |
| 2015 | Perfection               | Erstveröffentlichung: 28. September 2015 (mit Qulinez)                               |
| 2015 | Hope                     | Erstveröffentlichung: 12. Oktober 2015 (mit Bounce Inc.)                             |
| 2015 | Maji                     | Erstveröffentlichung: 20. November 2015 (mit Kaaze)                                  |
| 2015 | One More                 | Erstveröffentlichung: 7. Dezember 2015 (mit Konih)                                   |
| 2016 | Work It                  | Erstveröffentlichung: 25. Januar 2016 (mit Cranksters)                               |
| 2016 | Affected                 | Erstveröffentlichung: 22. Februar 2016                                               |
| 2016 | Boston                   | Erstveröffentlichung: 3. Juni 2016 (mit Denine)                                      |
| 2016 | Fcukin Beats             | Erstveröffentlichung: 4. Juni 2016 (mit Laidback Luke)                               |
| 2016 | Ain’t Talkin’ About Love | Erstveröffentlichung: 1. August 2016 (mit Bounce Inc.)                               |
| 2016 | Fix Me                   | Erstveröffentlichung: 24. Juni 2016 (mit FRDY; Parookaville-Hymne)                   |
| 2016 | My Remedy                | Erstveröffentlichung: 29. Juli 2016 (Untold-Hymne)                                   |
| 2016 | Gimme Some More          | Erstveröffentlichung: 19. September 2016 (mit Konih)                                 |
| 2016 | Certified                | Erstveröffentlichung: 28. Oktober 2016 (mit Morten)                                  |
| 2019 | Be The One               | Erstveröffentlichung: 19. April 2019 (mit JustLuke)                                  |

### Remixe
2013:
- Binary Finary – 1998 (mit Dash Berlin)
- Plastik Funk – Let Me See Ya
- Galantis – You (mit Tiësto)
- Afrojack feat. Spree Wilson – The Spark (mit Tiësto)

2014:
- Hardwell feat. Matthew Koma – Dare You
- Showtek feat. Tryna Loules – Wasting Our Lives (We Like to Party)
- Tiësto – Red Lights
- The Chainsmokers feat. sirenXX – Kanye
- Nervo & Ivan Gough feat. Beverley Knight – Not Taking this No More
- David Guetta & Showtek feat. Vassy – Bad
- Calvin Harris – Summer
- Linkin Park X Steve Aoki – A Light That Never Comes
- Afrojack – Ten Feet Tall
- Rank 1 – Airwave
- Tiësto & Hardwell – Zero 76
- Seven Lions feat. Ellie Goulding – Don't Leave (mit Tiësto)

2015:
- Dirty Rush & Gregor Es – Pressure
- Lars Pager & Derek Hake – Onyx
- Dotan – Home (mit Tiësto)
- Fragma – Toca’s Miracle
- Hotlife & Tomo Hirata feat. Johnny Rose – One Last Time (Sofia to Tokyo Edit)
- Zedd feat. Jon Bellion – Beautiful Now
- Cosmo & Skoro – Bingo

2016:
- DJ Kuba & Ne!tan – Rock!
- Sonic One – Punk! (twoloud Remix)